# Кокерелл, Чарльз Роберт
Чарльз Роберт Кокерелл (англ. Charles Robert Cockerell, 27 апреля 1788, Лондон — 17 сентября 1863, Лондон) — архитектор  английского неоклассицизма, рисовальщик, гравёр,  археолог, писатель.

## Происхождение
Чарльз Роберт  Кокерелл был третьим из одиннадцати детей архитектора Сэмюэла  Пеписа Кокерелла (1754—1827), учился черчению и проектированию у отца, который занимал должность геодезиста в  нескольких лондонских поместьях. С 1802 года учился классической филологии в Вестминстерской школе. Затем, в 1809 году был ассистентом архитектора Роберта Смёрка, поклонника античности, одного из главных участников движения «греческого возрождения» в Англии.  С 1809 по 1810 год Кокерелл  был  помощником Роберта Смёрка  при восстановлении театра Ковент Гарден.
Чарльз Роберт  Кокерелл в 1809 году был ассистентом архитектора Роберта Смёрка при восстановлении театра Ковент Гарден.

## Большой тур
В 1810 — 1817 годах  Кокерелл  совершил «Большой тур», сопровождая Смёрка и Джона Фостера в поездках по Италии, Греции и Малой Азии с целью изучения древнегреческой и эллинистической архитектуры. Работал на раскопках храма Афины Афайи на о. Эгина  (который он называл Храмом Юпитера),  а также храма  Аполлона в Бассах. Фриз из этого храма, хранящийся ныне в Британском музее, был переправлен в Англию Кокереллом.  Далее Кокерелл посетил Спарту, Аргос, Тиринф, Микены,  Эпидавр,  Коринф. В Афинах  он встретил Фредерика Норта, который убедил Кокерелла и Фостера сопровождать его в Египет. В конце 1811 года  они отправились в Египет через Крит, но Норт затем отказался от этой идеи, поэтому Кокерелл и Фостер решили посетить «Семь церквей Азии», чтобы изучить памятники эллинистической архитектуры в  Смирне,  Пергаме,  Приене, Эфесе и других городах. В 1812 году они находились на Сицилии, где пробыли несколько месяцев. Коркерелл делал зарисовки  древнегреческих храмов в Агридженто (Акраганте).  С декабря 1813 г. по февраль 1814 г. он находился в  Сиракузах, работал над рисунками для  книги об Эгине, Фигалии и фризе храма Аполлона в Бассах.
После отречения Наполеона в апреле 1814 года Королевство Сицилия и Рим  стали открытыми  для англичан, поэтому 15 января 1815 года Кокерелл отправился в Неаполь, посетил Помпеи и Рим. В Вечном городе он сблизился с немецкими, французскими, датскими художниками, среди которых были  Жан-Огюст Доминик Энгр , Антонио Канова , Бертель Торвальдсен , Питер фон Корнелиус, Фридрих Вильгельм Шадов,  Йоханнес Рипенхаузен  и многие другие.  В 1816 году Кокрелл переехал во Флоренцию, затем был в Пизе, Болонье, Ферраре и Венеции.  Кокерелл  изучал и зарисовывал постройки Андреа Палладио вдоль реки Брента и в Виченце, затем посетил Мантую и Палаццо дель Те, Парму, Милан, Геную. Он вернулся в Рим, откуда в марте 1817 года отправился домой через Париж.

## Творчество
Вернувшись на родину в 1817 году, Кокерелл приступил к подготовке своих зарисовок греческих древностей для выставки в Королевской академии. В 1839—1859 годах Кокерелл занимал должность профессора архитектуры в Королевской Академии художеств в Лондоне. Он написал много статей и книг по археологии и архитектуре. Кокерелл считается изобретателем термина «греческое возрождение» в отношении современной ему архитектуры классицизма. В 1848 году он стал первым обладателем Королевской золотой медали в области архитектуры. С 1860 года был президентом Королевского института британских архитекторов.
Вместе с Жаком Игнасом Хитторффом и Томасом Левертоном Дональдсоном Кокерелл был также членом комитета от «Общества дилетантов» в Лондоне, образованного в 1836 году, с целью определить, были ли изначально окрашены «мраморы лорда Элджина» (рельефы фриза Парфенона) и другие греческие скульптуры в собрании Британского музея.
Кокерелл вошёл в историю античной археологии, в отличие от иных кабинетных учёных и академических профессоров, как истинный художник, одержимый страстью к красоте античного искусства. У Кокерелла были серьезные сомнения относительно целесообразности использования архитектуры так называемого «греческого возрождения» в Англии XIX века. В своем дневнике 1821 года он писал об абсурдности прямого переноса композиции древнегреческих храмов на жилые дома современных англичан.
Первое здание Кокерелла-архитектора (кирпичное здание школы Харроу 1818—1820) было выполнено в стиле Тюдор-Ренессанса, то есть в стиле английской готической архитектуры XVI века. Ганноверская часовня (1821—1825) на Риджент-Стрит в Лондоне имела ионический портик (не сохранился) и парные романо-готические башни. Кокерелл разрабатывал проекты зданий Банка Англии в Плимуте (1835), Бристоле (1844—1847), Манчестере (1845) и в Ливерпуле (1845—1848), музея Эшмола в Оксфорде (1839—1845) и музея Фицуильяма в Кембридже (1848).
Кокерелл имел слабое здоровье, часто болел, но сумел проработать долго и плодотворно. Он скончался 17 сентября 1863 года, в возрасте 75 лет и был похоронен в склепе собора Святого Павла в Лондоне. В годы работы в Эдинбурге Кокерелл был посвящен в шотландское масонство Ложи Холируд-Хаус (Сент-Люк) 18 мая 1824 года. [39]
Кокерелл имел десять детей. Один из сыновей, Фредерик Пепис Кокерелл (1833—1878) стал архитектором. Сэмюэл Пепис Младший (1844—1921) — живописец и скульптор. В 1903 году он отредактировал и опубликовал путевые дневники своего отца.

## Работы

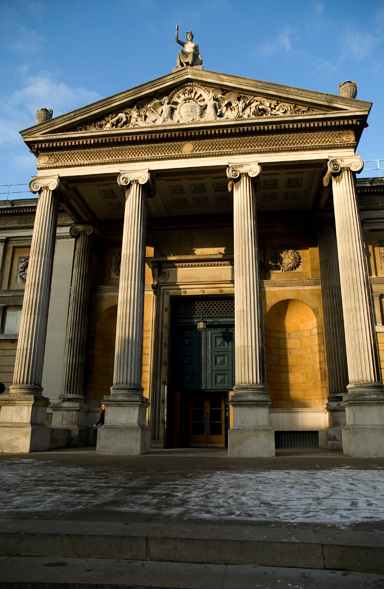
Музей Ашмола
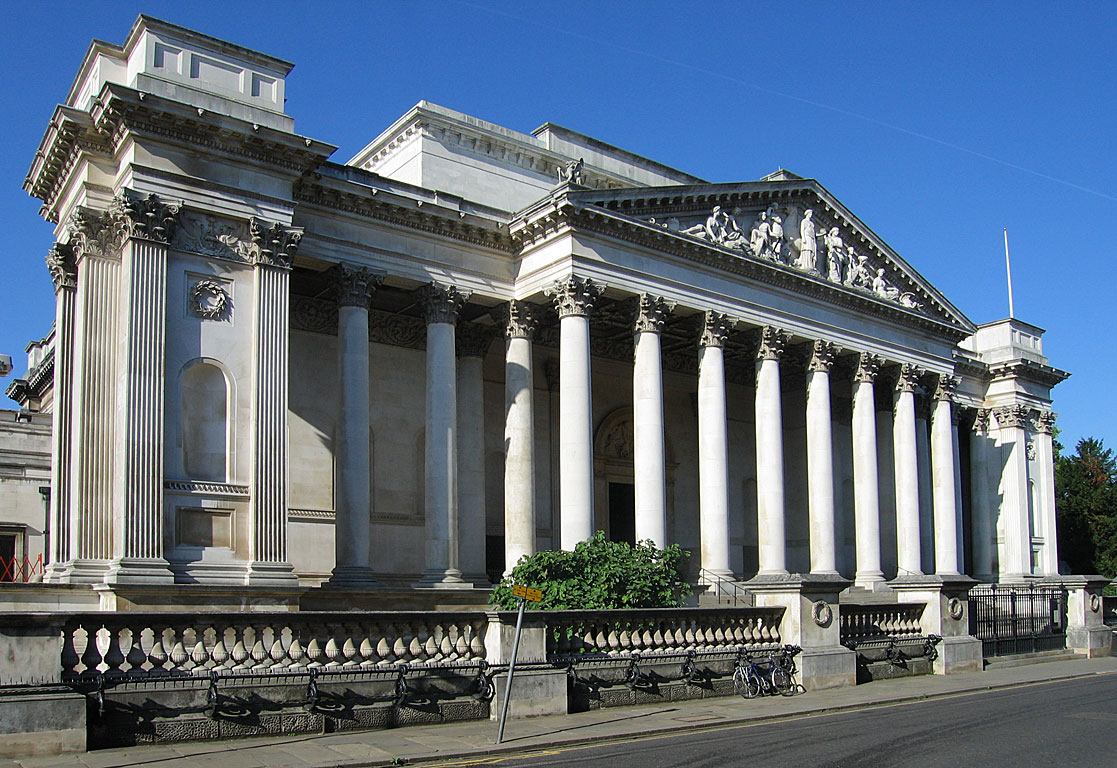
Музей Фицуильяма
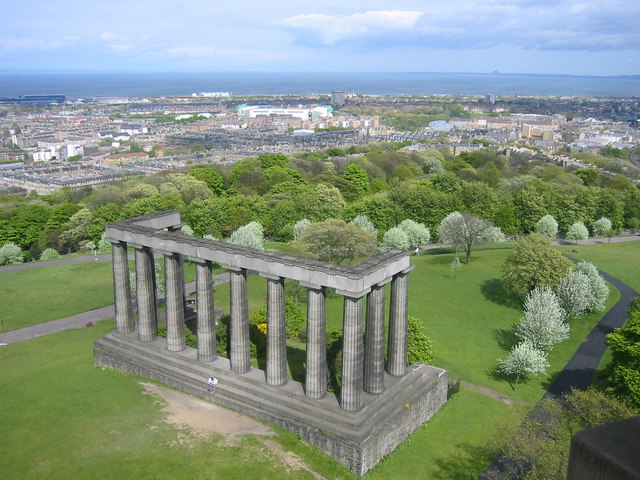
Национальный монумент в Эдинбурге
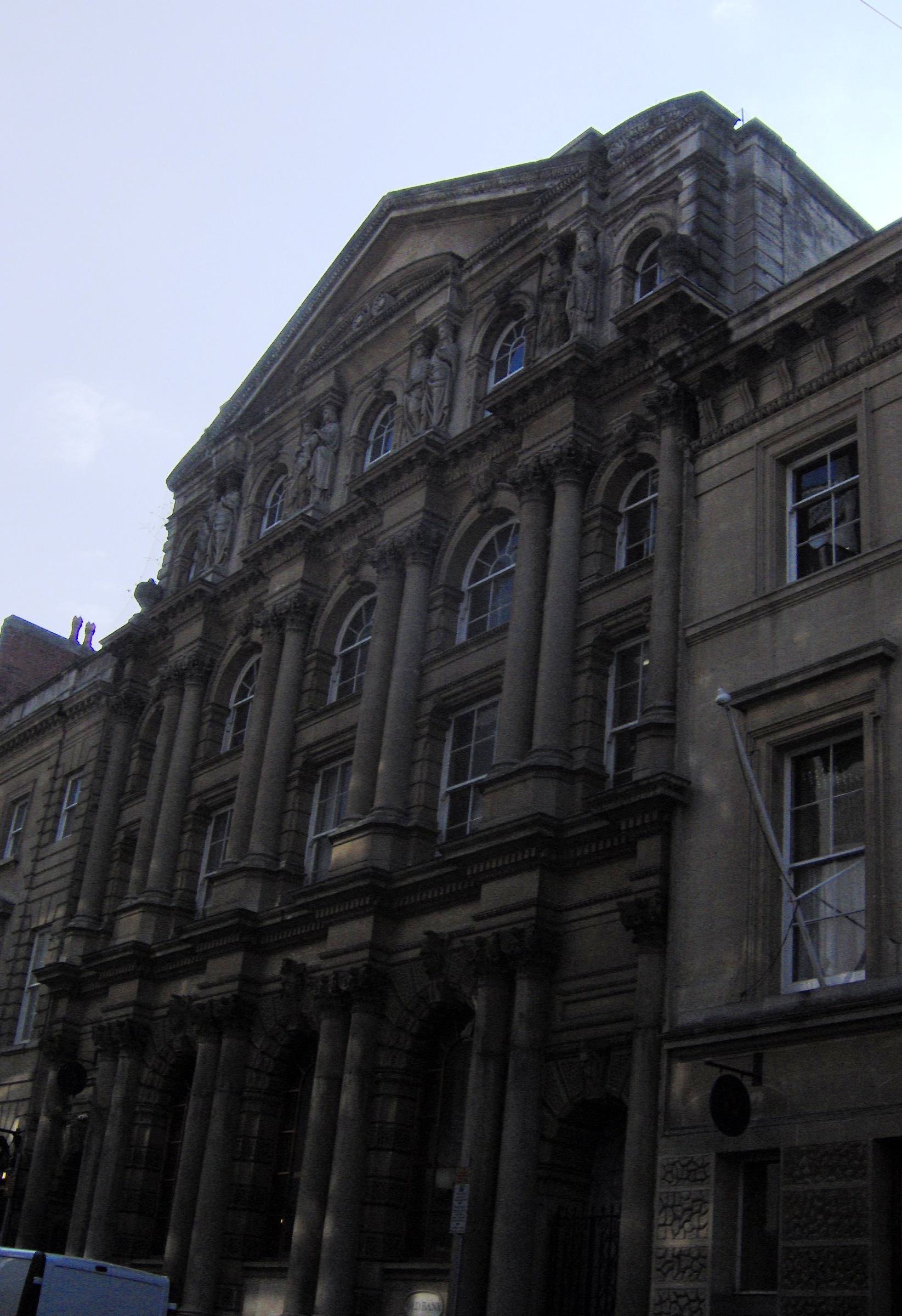
Бывшее здание Банка Англии в Бристоле